# Fairchild BQ-3
El Fairchild BQ-3, también conocido como Model 79, fue uno de los primeros vehículos aéreos no tripulados desechables (llamados en su época "dron de asalto"), desarrollado por Fairchild Aircraft desde el entrenador avanzado AT-21 Gunner de la misma compañía, durante la Segunda Guerra Mundial, para su uso por las Fuerzas Aéreas del Ejército de los Estados Unidos (USAAF). Se construyeron dos ejemplares del modelo y se probaron en vuelo, pero el progreso de los misiles guiados convirtió rápidamente en obsoleto al dron de asalto, y el modelo no fue producido.

## Diseño y desarrollo
El desarrollo del BQ-3 comenzó en octubre de 1942, bajo un programa para el desarrollo de "torpedos aéreos", conocidos más tarde y más comúnmente como "drones de asalto", que había sido fomentado en marzo del mismo año. Se le concedió un contrato a Fairchild para la construcción de dos prototipos XBQ-3, basados ampliamente en el entrenador de tiro avanzado AT-21 Gunner ya en servicio en las USAAF.
El XBQ-3 era un avión bimotor de ala media, equipado con tren de aterrizaje triciclo retráctil y cola bideriva; aunque el avión estaba destinado a ser operado por radiocontrol asistido por televisión, se incluyó una cabina biplaza en el diseño para realizar vuelos de traslado y de pruebas. La potencia era proporcionada por dos motores lineales Ranger V-770 de 390 kW (520 hp) cada uno; el avión podía llevar hasta 1800 kg (4000 lb) de explosivos en la configuración no tripulada. Como el contemporáneo Fleetwings BQ-2, el avión sería destruido al impactar contra el blanco.

### Pruebas de vuelo
El primer vuelo del XBQ-3 tuvo lugar en julio de 1944; más tarde el mismo mes, uno de los prototipos resultó severamente dañado en un aterrizaje forzoso. A pesar del accidente, las pruebas de vuelo continuaron; sin embargo, se determinó que el dron de asalto no poseía ninguna ventaja significativa sobre los bombarderos convencionales, y los avances en el campo de los misiles guiados estaban convirtiendo rápidamente el concepto en obsoleto. Como resultado, el programa fue cancelado hacia el final de 1944.

## Variantes
Model 79
Designación interna de compañía.
XBQ-3
Designación dada por las USAAF al Model 79, dos construidos.

## Operadores
Estados Unidos
- Fuerzas Aéreas del Ejército de los Estados Unidos

## Especificaciones (XBQ-3)
Referencia datos: Parsch 2003

### Características generales
- Tripulación: Uno (piloto, opcional)
- Longitud: 16,1 m (52,7 ft)
- Envergadura: 11 m (36,1 ft)
- Altura: 9,5 m (31,1 ft)
- Peso cargado: 6940 kg (15 295,8 lb)
- Planta motriz: 2× motor lineal V-12 refrigerado por aire Ranger V-770-15.
  - Potencia: 390 kW (538 HP; 530 CV) cada uno.

### Rendimiento
- Velocidad máxima operativa (Vno): 354 km/h (220 MPH; 191 kt)
- Alcance: 2414 km (1303 nmi; 1500 mi)

### Armamento
- Otros: 

  - Cabeza de guerra de 1800 kg (4000 lb)

## Aeronaves relacionadas

### Desarrollos relacionados
- Fairchild AT-21 Gunner

### Aeronaves similares
- Fleetwings BQ-2
- Interstate TDR

### Secuencias de designación
- Secuencia Numérica (interna de Fairchild): ← 72 - 77 - 78/78 - 79 - 80 - 81 - 82 →
- Secuencia BQ-_ (Aviones no tripulados de las USAAF (bombas controlables, 1942-1945)): BQ-1 - BQ-2 - BQ-3 - BQ-4 - BQ-5 - BQ-6 →